# ГЕС Sidney A Murray Jr
ГЕС Sidney A Murray Jr – гідроелектростанція у штаті Луїзіана (Сполучені Штати Америки), яка використовує перепад висот між основним руслом Міссісіпі та Атчафалайа – західним рукавом дельти цієї гігантської річки.
Історично в районі майбутньої станції Міссісіпі утворювала вигнуту на захід петлю довжиною біля 30 км, протягом якої спершу приймала велику праву притоку Ред-Ривер, а потім віддавала частину води у Атчафалая. В 1831-му у основі петлі прокопали канал, котрий силою течії самої Міссісіпі перетворився на нове русло, приблизно вдвічі коротше за попередню трасу. При цьому верхня частина старого русла до впадіння Ред-Ривер замулилась, а нижня (яка наразі носить назву Олд-Рівер) перетворилась на протоку між Місісіппі та Атчафалая. Центральна ж частина петлі сформувала канал, по якому до Атчафалая потрапляли води Ред-Ривер (при високому рівні в останній течія у Олд-Рівер реверсується у напрямку Міссісіпі).
Для регулювання перепуску води до Атчафалая (спроби Міссісіпі перерозподілити свій сток на її користь загрожували дефіцитом води в районі Нового Орлеану) у 1960-х роках Олд-Рівер перекрили регулюючою структурою, котра включає судноплавний шлюз із розмірами камери 361х23 метри. А за два десяттиліття вирішили використати у гідроенергетичних цілях перепад висот між Міссісіпі та Атчафалая, організувавши перепуск води по верхній частині колишньої петлі. Наявні на виході в неї три протоки перекрили машинним залом та двома бетонними греблями довжиною 173 та 135 метрів, котрі разом мають 17 шлюзів для перепуску надлишкової води під час повені.
Створення машинного залу відбувалось із застосуванням особливої технології. Основну частину структури вагою 25 тисяч тонн виготовили на новоорлеанській верфі Avondale Shipyards, після чого її відбуксирували за 335 км та встановили на споруджений на місці фундамент.
Основне обладнання станції становлять вісім бульбових турбін потужністю по 24 МВт, які використовують напір від 2,4 до 6,1 метра.